# Pomatoschistus

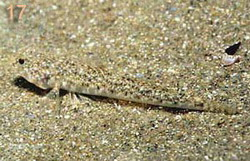
Pomatoschistus marmoratus

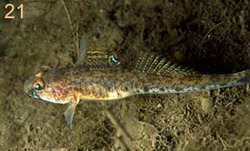
Pomatoschistus norvegicus

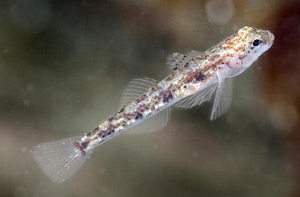
Pomatoschistus pictus adriaticus

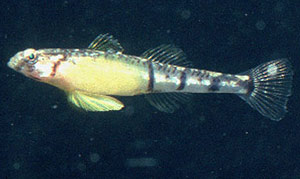
Pomatoschistus quagga

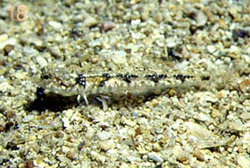
Pomatoschistus bathi

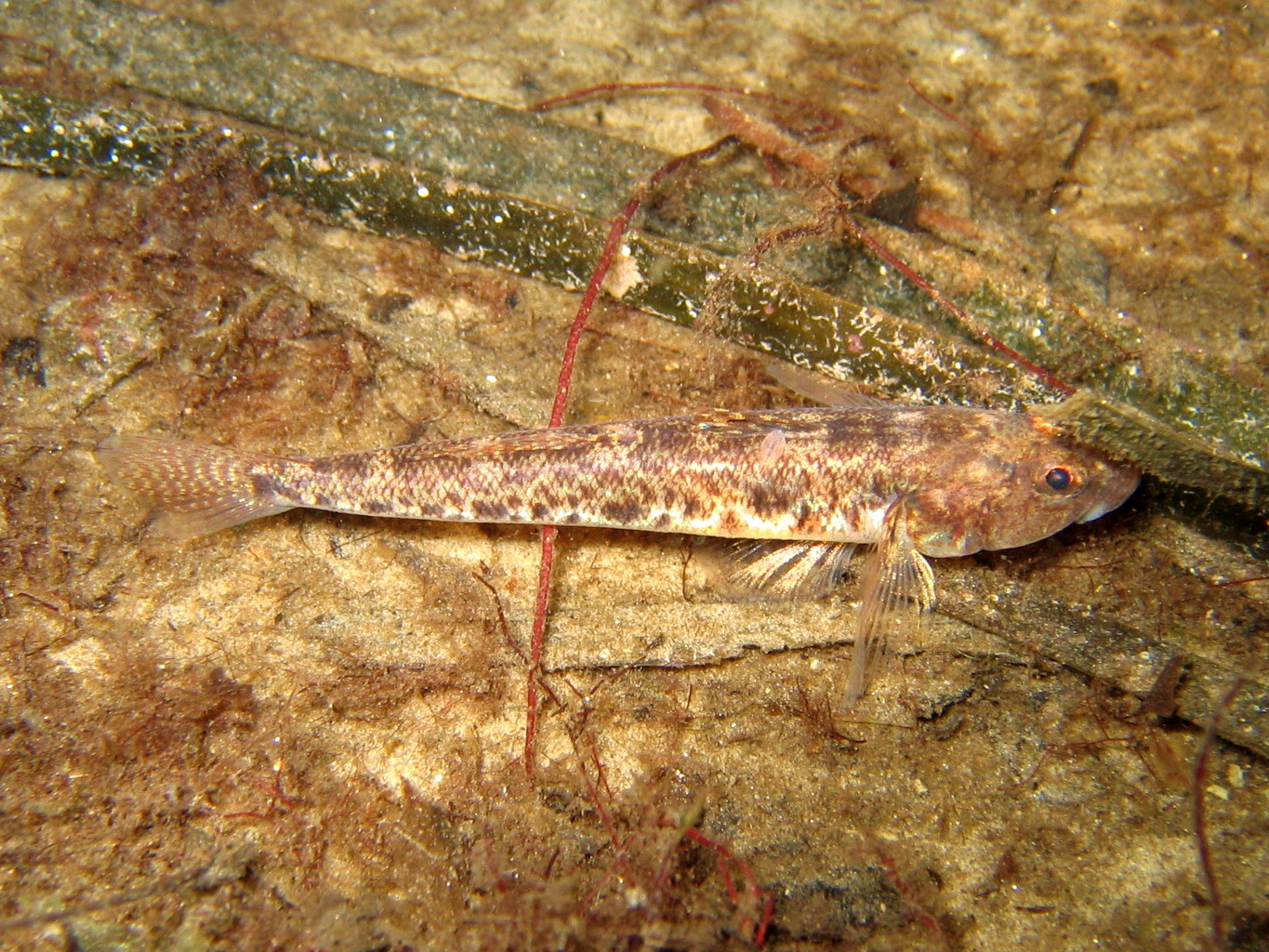
Pomatoschistus microps

 Pomatoschistus és un gènere de peixos de la família dels gòbids i de l'ordre dels perciformes.

## Taxonomia
- Pomatoschistus bathi (Miller, 1982)[2]
- Pomatoschistus canestrinii (Ninni, 1883)[3]
- Pomatoschistus knerii (Steindachner, 1861)[4]
- Pomatoschistus lozanoi (de Buen, 1923)[5]
- Pomatoschistus marmoratus (Risso, 1810)[6]
- Pomatoschistus microps (Kroyer, 1838)[7]
- Pomatoschistus minutus (Pallas, 1770)[8]
- Pomatoschistus montenegrensis (Miller & Šanda, 2008)[9]
- Pomatoschistus norvegicus (Collett, 1903)[10]
- Pomatoschistus pictus (Malm, 1865)[11]
- Pomatoschistus quagga (Heckel, 1840)[12]
- Pomatoschistus tortonesei (Miller, 1968)[13][14][15][16][17][18][19]